# Pratola Peligna
Pratola Peligna là một đô thị thuộc tỉnh L'Aquila trong vùng Abruzzo Ý. Đô thị này có diện tích 28 km², dân số 7879 người. Các làng trực thuộc: Bagnaturo, Ponte la Torre. Các đô thị giáp ranh gồm:
Corfinio, Prezza, Raiano, Roccacasale, Sulmona